# Narządy zmysłów
Narządy zmysłów (organa sensuum, sensoria) – narządy wyspecjalizowane w rejestrowaniu docierających do organizmu bodźców ze środowiska zewnętrznego oraz wewnętrznego. Zbudowane są z receptorów oraz ze struktur towarzyszących

. Narządy te są podstawą funkcjonowania zmysłów.